# Antimaterija
Ántimatêrija je snov sestavljena iz antidelcev tistih delcev, ki sestavljajo običajno snov. Atom antivodika je, na primer, sestavljen iz negativno nabitega antiprotona, ki ga obkroža pozitivno nabiti pozitron. Če par delec - antidelec pride v stik z drugim takšnim parom, se oba izničita v izbruhu energije kot sevanje.
Kolikor nam je znano, v tem Vesolju ni atomov, sestavljenih iz antimaterije. Umetno jih proizvedejo v pospeševalnikih, obstajajo le v laboratorijih fizike osnovnih delcev, njihovo shranjevanje pa je težavno, saj morajo biti ločeni od vsakršne druge snovi in lahko zato obstajajo le v magnetno uravnoteženem vakuumskem prostoru. 
Ti delci so za znanost velika uganka, kajti pričakovali bi, da je po prapoku nastala enaka količina snovi in antimaterije. Zaradi pomanjkanja antimaterije je Vesolje stabilno, čeprav se brez nje življenje ne bi moglo razviti.
Pomanjkanje antimaterije pomeni, da ni takoj na razpolago za gorivo. Izdelava atoma z antimaterijo je izredno težka in zahteva pospeševalnike delcev in velike količine energije. Milijonkrat večje od tistih, ki se sprostijo pri anihilaciji z običajno snovjo, zaradi neučinkovitosti pretvorbe. Do sedaj so izdelali le prgišče atomov z antimaterijo. Dokler iz še neznanih naravnih izvorov ne najdemo izdatnejših količin antimaterije ali ne dognamo učinkovitejše načine pridobivanja antimaterije, bo antimaterija ostala posebnost in ne spodoben pogonski sistem.
V antimateriji lahko izkoristimo celotno razpoložljivo energijo snovi, z razliko od zelo majhnih količin kemičnih ali jedrskih energij, ki jih lahko proizvedemo danes. Ker je energijska gostota precej večja kot pri drugih oblikah, bo potisk v pogonih raket in vesoljskih vozil precej drugačen. Energije v nekaj gramih antimaterije je dovolj za potovanje majhne vesoljske ladje do Lune. Anihilacija snovi in antimaterije pretvori njuno celotno maso v energijo. To je zdaleč bolj učinkovito kot celo jedrsko zlivanje. Verjamejo, da bodo lahko antimaterijo uporabljali kot gorivo za medplanetarno potovanje ali morebitno medzvezdno potovanje. Obstaja tudi bojazen, da če bo človeštvo imelo te možnosti, bo lahko izdelalo tudi orožja na osnovi antimaterije.
Znak za antidelec je enak znaku za delec običajne snovi, s to razliko, da ga nadčrtamo. Proton, na primer, označimo s »p«, antiproton pa ({\displaystyle {\bar {\mbox{p}}}}).